# Кревель, Рене
Рене́ Креве́ль (фр. René Crevel; 10 августа 1900, Париж — 18 июня 1935, там же) — французский писатель, дадаист и сюрреалист.

## Краткая биография
Кревель родился в Париже в семье буржуа. Получил строгое религиозное воспитание, которое сделало его чрезмерно чувствительным и ранимым. Когда ему было 14 лет, его отец повесился.
Изучал английский язык и литературу в Сорбонне. В 1921 г. познакомился с Андре Бретоном и присоединился к движению сюрреалистов, но был оттуда изгнан в 1923 году по причине его бисексуальности.
В этот период он пишет роман «Моё тело и я». В 1926 году у него обнаруживают туберкулёз, что привело к тому, что он стал употреблять морфий. Во второй половине 1920-х гг. в большей степени тяготел к дадаизму, однако политические симпатии Кревеля, приведшие к его вступлению в 1927 г. в Французскую коммунистическую партию, привели в 1929 г., после изгнания Льва Троцкого из СССР, к его воссоединению с сюрреалистами. Он предпринимает попытки сблизить сюрреалистов и коммунистов.
Кревель покончил жизнь самоубийством (последовав в этом отношении примеру своего отца), включив газ на своей кухонной плите ночью, 18 июня 1935 года, за несколько недель до своего 35-летия. Считается, что самоубийство было совершено под впечатлением от изгнания делегации сюрреалистов с первого «Международного конгресса писателей в защиту культуры», открывшегося в Париже в июне 1935 года. Тому предшествовал конфликт между Андре Бретоном и Ильей Эренбургом. Бретон, который, как и все другие сюрреалисты, был оскорблен Эренбургом в брошюре, в которой говорилось, среди прочего, что сюрреалисты были педерастами, несколько раз ударил Эренбурга по лицу, что привело к исключению сюрреалистов из Конгресса. Кревель, который, по словам Сальвадора Дали, был «единственным серьёзным коммунистом среди сюрреалистов», провел целый день, пытаясь убедить других делегатов допустить сюрреалистов назад, но не добился успеха и покинул Конгресс в 11 вечера, полностью измученный.
Почти одновременно с изгнанием с конгресса Кревель узнал о своём туберкулёзе почек, от которого, как он полагал, его вылечили. В предсмертной записке он пишет: «Prière de m’incinérer. Dégoût. (Пожалуйста, кремируйте мое тело. Отвращение)».
Следует помнить, что Кревель был одним из тех, кто на заданный Андре Бретоном в первом выпуске журнала «La Révolution surréaliste» (1925) вопрос «Самоубийство: это решение?», ответил «Да». Он написал: «Скорее всего, это самое правильное и самое лучшее решение».
Основные произведения Кревеля — романы «Моё тело и я» (фр. Mon Corps et moi; 1925) и «Клавесин Дидро» (фр. Le Clavecin de Diderot; 1932).